# Antiprisme pentagrammique croisé
 (novembre 2024).
En géométrie, l'antiprisme pentagrammique croisé est un élément de l'ensemble infini des antiprismes non-convexes formés par des côtés triangulaires et deux polygones étoilés, dans ce cas, deux pentagrammes.
Il diffère de l'antiprisme pentagrammique en ayant une orientation opposée pour les deux pentagrammes.
Ce polyèdre est indexé sous le nom U80 en tant que polyèdre uniforme.

## Liens externes

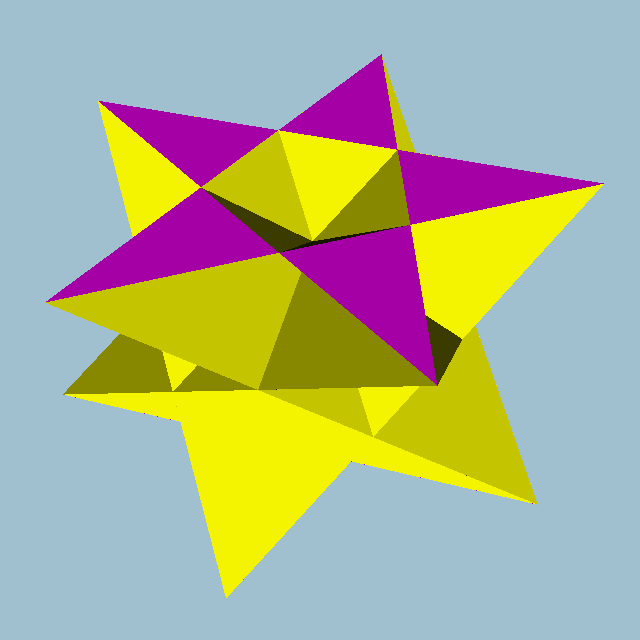
Une représentation alternative avec des pentagrammes creux.